# Ana Pérez
Ana Isabel Pérez Box (ur. 29 grudnia 1995) – hiszpańska judoczka. Olimpijka z Tokio 2020, gdzie zajęła siedemnaste miejsce w wadze półlekkiej.
Wicemistrzyni świata w 2021; uczestniczka zawodów w 2018 i 2019. Startowała w Pucharze Świata w latach 2016-2019. Piąta na mistrzostwach Europy w 2020 i 2021. Brązowa medalistka igrzysk śródziemnomorskich w 2022 i piąta w 2018 roku.

## Letnie Igrzyska Olimpijskie 2020
| Konkurencja | Eliminacje              | Klas. końcowa |
| Konkurencja | Przeciwnik I            | Miejsce       |
| ----------- | ----------------------- | ------------- |
| 52 kg       | Fabienne Kocher (SUI) P | 17.           |